# Ítalo Fochi
Ítalo Alfredo Fochi (San Miguel de Tucumán, Tucumán, 1931 - San Miguel de Tucumán,  Tucumán, 1 de diciembre de 2022) fue un futbolista argentino que se desempeñaba como mediocampista.

## Trayectoria

### Atlético Tucumán
Fochi se crio a metros del Monumental José Fierro y se formó en Atlético Tucumán. Debutó en el año 1950 y en 1951 se coronó campeón tucumano, jugando en la mitad de la cancha con Héctor Lucca y equipo con el ídolo decano, Raúl Villalba. Este título le valió la clasificación a la Copa Competencia 1952. Fochi jugó en Atlético Tucumán hasta el año 1955.

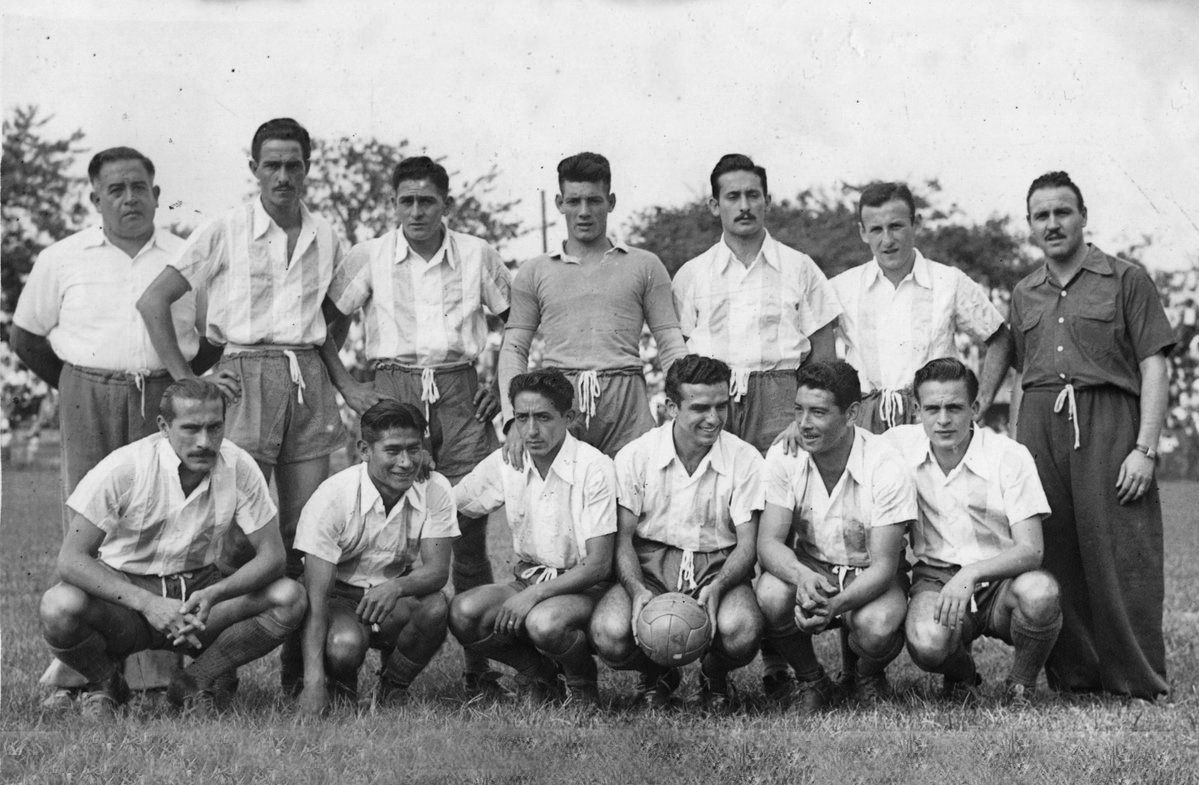
Formación de Atlético Tucumán en 1952.

## Clubes
| Club             | País      |
| ---------------- | --------- |
| Atlético Tucumán | Argentina |

## Palmarés
| Título        | Equipo           | País      | Año  |
| ------------- | ---------------- | --------- | ---- |
| Liga Tucumana | Atlético Tucumán | Argentina | 1951 |